# Presley Spruance

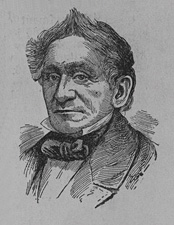
Presley Spruance

Presley Spruance (* 11. September 1785 im Kent County, Delaware; † 13. Februar 1863 in Smyrna, Delaware) war ein US-amerikanischer Politiker (Whig Party), der den Bundesstaat Delaware im US-Senat vertrat.
Presley Spruance war beruflich als Kaufmann und als Inhaber eines Produktionsbetriebes in Smyrna tätig. Er übernahm sein erstes politisches Mandat im Jahr 1823 als Abgeordneter im Repräsentantenhaus von Delaware; später gehörte er dieser Parlamentskammer zwischen 1839 und 1840 ein weiteres Mal an. Von 1826 und 1831 war er Mitglied des Staatssenats. Weitere Amtsperioden folgten dort von 1835 bis 1836, von 1837 bis 1838, von 1841 bis 1842, von 1843 bis 1844 sowie schließlich 1847, wobei er mehrere Male als Speaker fungierte. 1831 war er überdies Delegierter zum Verfassungskonvent von Delaware.
Am 4. März 1847 zog Spruance als Nachfolger von Thomas Clayton in den US-Senat in Washington ein, wo er die Interessen der Whigs bis zum 3. März 1853 vertrat. Nach einer Legislaturperiode stellte er sich nicht erneut zur Wahl, schied wieder aus dem Kongress aus und widmete sich seinen geschäftlichen Angelegenheiten.